# Asceua amabilis
Asceua amabilis là một loài nhện trong họ Zodariidae.
Loài này thuộc chi Asceua. Asceua amabilis được Tord Tamerlan Teodor Thorell miêu tả năm 1897.